# (6490) 1991 NR2
(6490) 1991 NR2 est un astéroïde de la ceinture principale aréocroiseur découvert en 1991.

## Description
(6490) 1991 NR2 a été découvert le 12 juillet 1991 à l'observatoire Palomar, situé au nord de San Diego en Californie, par H. E. Holt.

### Caractéristiques orbitales
L'orbite de cet astéroïde est caractérisée par un demi-grand axe de 2,66 UA, un périhélie de 1,58 UA, une excentricité de 0,41 et une inclinaison de 17,17° par rapport à l'écliptique. Du fait de ces caractéristiques, à savoir un demi-grand axe inférieur à 3,2 UA et un périhélie compris entre 1,3 et 1,666 UA, il croise l'orbite de Mars et est classé, selon la JPL Small-Body Database, comme astéroïde aréocroiseur (aréo venant de Arès).

### Caractéristiques physiques
(6490) 1991 NR2 a une magnitude absolue (H) de 14,6 et un albédo estimé à 0,449.